# Santa-Reparata-di-Moriani
Santa-Reparata-de-Moriani (em idioma corso Santa Riparata di Moriani) é uma pequena municipalidade da França, na região da Córsega, no departamento de Alta Córsega. Com área de 9,25 km2, em 1999 possuía 43 habitantes.

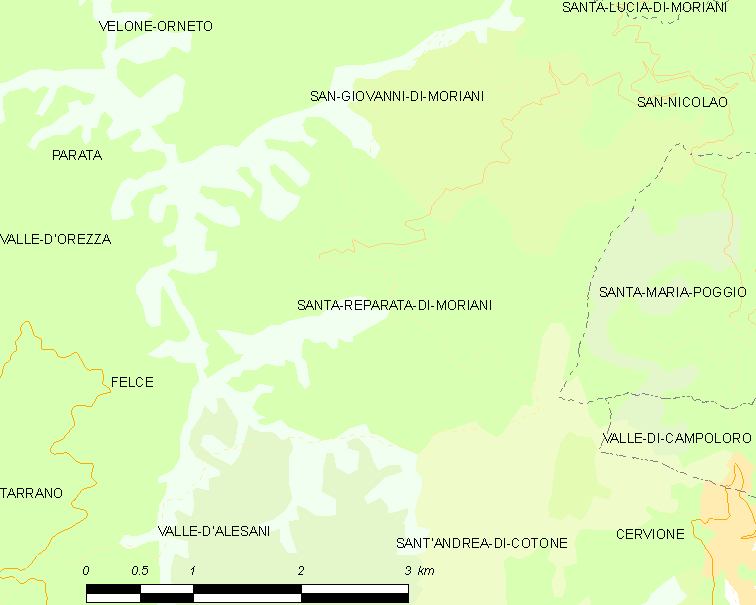